# Нижня Ореанда
«Ни́жня Ореа́нда» (крим. Aşağı Oreanda) — парк-пам'ятка садово-паркового мистецтва місцевого значення, розташований у селищі Ореанда Ялтинського району. Створений відповідно до Постанови ВР АРК № 579 від 1 грудня 1972 року.

## Опис
Землекористувачем є санаторій «Нижня Ореанда», площа — 41,6 га. Парк розташований у селищі Ореанда Ялтинського району.
Парк створений із метою охорони та збереження в природному стані унікального паркового комплексу, який поєднує на своїй території величезну (за масштабами, порівнянним із навколишнім ландшафтом) колекцію видів-інтродуцентів, що включають особливо рідкісні рослини, в тому числі занесені до Червоної книги України та Червону книгу Автономної Республіки Крим. Також із метою організації повноцінного лікувально-оздоровчого відпочинку на тлі естетично унікальних ландшафтних композицій і підтримання загального екологічного балансу в регіоні.